# Balti

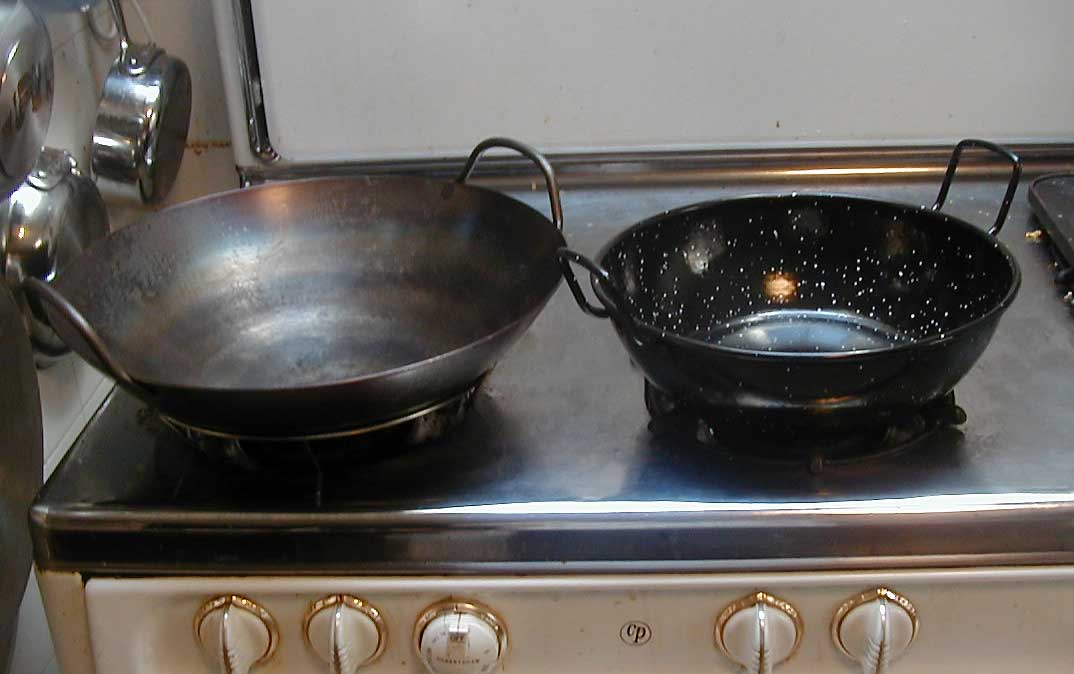
Un Karahi y un wok.

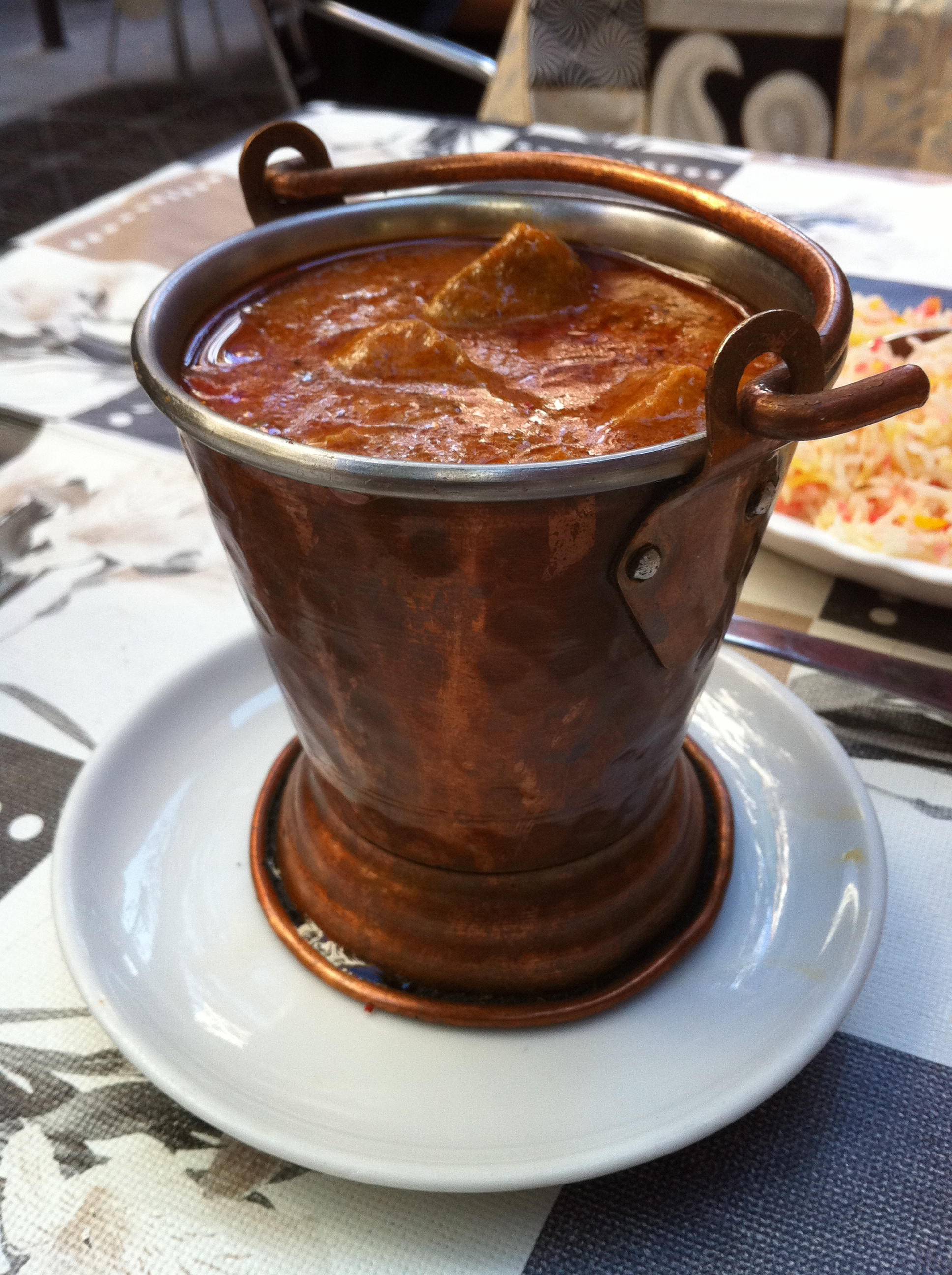
Cordero Balti

Balti es el nombre dado a un estilo de comida y que es muy conocida y servida en Birmingham, Inglaterra, por primera vez sobre los años 1970, probablemente 1977. La comida servida bajo el estilo Balti es abundante en un picante curry elaborado en una gran olla de hierro. El balti se sirve generalmente con un gran pan denominado naan. Los platos que suelen ser entrantes incluyen generalmente cebolla bhajis, samosas, poppadums y algún tipo de salsa para mojar cremosa.

## Etimología
El origen exacto de la palabra es objeto de un gran debate. Se toman como partes de la discusión los siguientes hechos:
1. El término "balti" se refiere al trozo de hierro o acero de la olla en la que se prepara y se sirve, el origen proviene de la palabra balti que en Hindi y Bengalí menciona una cubo. Esta es la explicación más usual. Sin embargo en Hindi la palabra balti se refiere a un cubo no a una olla de cocina.
2. El término cachemiro para karahi o karai es bati. Es posible que fuera corrompido con el acento de Birmingham en "balti".
3. El origen de la palabra podría provenir de la comarca de Baltistan o de la gente Balti que de allí procede; aunque ellos cocinan un tipo diferente de cocina de tipo tibetano y muy fundamentado en el uso de platos con pasta y fideos.

## Balti houses
Los restaurantes Balti en Birmingham son conocidos como 'balti houses' y tienen la reputación de ofrecer comida barata, en parte porque no tienen que pagar impuesto por la venta de alcohol, algunos clientes se llevan sus propias bebidas a estos locales. El interior de una balti house ha sido tradicionalmente simple, en los tiempos más remotos de los años 1970 las mesas se decoraban con periódicos en vez de usar manteles. La mayoría de las balti houses son regentadas por cachemiros y bangladesíes musulmanes, ambos grupos se disputan tanto quien inventó esta comida, como el instante en que se sirvió por primera vez.
Las Balti houses se han agregado detrás de las principales carreteras entre Sparkhill y Moseley, hacia el sur del centro de la ciudad de Birmingham. Esta área (que comprende el Ladypool Road, Stoney Lane y el Stratford Road) se menciona a veces como el 'Balti Triangle' y contiene posiblemente la mayor concentración de Birmingham en lo que se refiere a restaurantes Balti, así como los más viejos y originales de la ciudad.
La comida servida en estos restaurantes así como la presentación de la misma fue muy popular durante los años 1980 y llegó a crecer posteriormente su fama; Los restaurantes Balti se fueron abriendo a medida que crecía su popularidad, algunos de ellos se inauguraron en West Midlands así como en gran parte de Bretaña. El mercado del curry en Inglaterra se dice que tiene un movimiento de casi 4000 millones de libras anuales. Existen casas de Balti incluso en Australia, se denominan Brum Balti y son una copia de los años 1970 en las bandas de Birmingham tales como Electric Light Orchestra y The Moody Blues. Una composición titulada Balti Utensil aparece en el álbum Hamas Cinema Gaza Strip, el artista de música electrónica experimental Muslimgauze (cocnocido también como Bryn Jones).
El 28 de julio de 2005 el tornado  causó un gran daño a los edificios de la zona del 'Balti Triangle' en el área de Birmingham, muy cercana a los restaurantes. Una operación de limpieza posterior aseguró que la mayoría pudiera reabrirse a comienzos de 2006.
- Datos: Q1083840
- Multimedia: Balti (food) / Q1083840